# Pyrrhopoda marginata
Pyrrhopoda marginata är en skalbaggsart som beskrevs av Waterhouse 1879. Pyrrhopoda marginata ingår i släktet Pyrrhopoda och familjen Cetoniidae. Inga underarter finns listade i Catalogue of Life.